# Bajer (jezero)
Bajer je akumulacijsko jezero na reki Ličanki v Gorskem kotarju. 
Umetno jezero s površino 0,36 km² leži v bližini naselja Fužine na nadmorski višini 730 m, globoko je do 7 m. Zgrajeno je bilo med leti 1947 do 1950 za potrebe Hidroelektrarne »Nikola Tesla« v Triblju, danes je del sistema HE Vinodol. V jezero se stekajo vode reke Ličanke ter njenih pritokov Lepenice in Kostanjevice. Bajer je s predorom povezan z Lokvarskim jezerom. Okoli jezera je speljana sprehajalna pot, možen pa je tudi turistični in športni ribolov, saj vanj vlagajo postrvi, klene, šarenke in še nekatere druge vrste rib.